# EXIT TUNES PRESENTS Vocaloseasons feat.初音ミク Autumn
『EXIT TUNES PRESENTS Vocaloseasons feat.初音ミク Autumn』（エグジット・チューンズ・プレゼンツ ヴォカロシーズンス フィーチャリング・はつねミク オータム）は、EXIT TUNESボカロコンピシリーズの第17弾となるVOCALOIDコンピレーション・アルバム。
2017年10月4日発売。

## 収録曲
1. オツキミリサイタル
2. からくりピエロ
3. Ordinary
4. リームレス・ドリームス
5. 紅一葉
6. オレンジ
7. 「ねぇ。」
8. 人間になってしまった
9. 君の好きな本
10. trick and treat
11. Happy Halloween
12. 上弦の月
13. 番凩
14. 月見夜ラビット
15. 終わりにしよう